# Jacob Little
Jacob Little (1794-1865) était un des plus célèbres investisseurs de Wall Street au XIXe siècle, réputé pour son pessimisme et la qualité de ses informations.

## Biographie
Né à Newburyport, dans le Massachusetts dans la famille d'un constructeur naval, il s'installe à l'âge de 21 ans à New York en 1817, où il l'employé de Jacob Barker, puis crée sa propre société de courtage en 1822, en s'inspirant des méthodes de son ex-patron. En 1837, il fonde une société d'investissement à son nom.
Grâce à sa capacité à vendre à découvert mais aussi provoquer des retournements de marché contre ceux qui suivaient la même tactique, il a amassé une fortune considérable, qui en a fait l'un des principaux financiers à Wall Street dans les années 1830 et 1840. Il est alors surnommé « le roi des spéculateurs de New-York », au point d'irriter les dénonciateurs de la spéculation. Il a été exclu du New York Stock Exchange à plusieurs reprises avant de regagner le droit d'admission à la Bourse américaine.
Les plus réussies de ses manipulations de marché, en misant sur la vente à découvert puis en rachetant la totalité des obligations d'une entreprise ou d'un secteur particulier ont été décrites dans la presse de l'époque. Il a en particulier été capable de prédire la campagne du président américain Andrew Jackson contre la Banque des États-Unis et son résultat, la Panique de 1837. Peu après, certains États votent des lois restreignant la vente à découvert. Il a en particulier pris avantage du fait que son ex-employeur Jacob Barker participait à la liquidation de plusieurs banques lors de la Panique de 1837. Il est vendeur des actions de banques du sud des États-Unis, notamment la Vicksburg Bank, de Vicksburg (Mississippi). Trente ans après, les faits, un éditorial du Harper's Weekly, fait de ses spéculations le symbole de la Panique de 1837, Jacob Little ayant bénéficié de ses « informations en avance » et du « recours à des Pony Express et de navires de courriers », alors que la « poste était très lente et qu'il n'y avait pas de télégraphe », pour gagner des « millions de dollars au détriment des négociants (en coton) du sud ». De fait, l'action de la Vicksburg Bank passe d'un plus haut de 89 dollar en 1837 à seulement 5 dollars en 1841.
Il s'est aussi habilement tiré d'affaire en 1846 lors du risque causé par le montant trop important de ses participations dans la « Norwich and Worcester Railroad », en trompant la confiance d'un groupe de marchands de Boston à qui il avait promis de ne pas se positionner vendeur. L'affaire lui a coûté environ un million de dollars, alors qu'il en risquait beaucoup plus. Elle a marqué la fin de sa meilleure période à Wall Street, qui s'est étalée sur les années 1838 à 1846. Il a aussi été battu sur l'Erie Railroad Company en 1857, ayant été pessimiste trop tôt. Mais dans un premier temps, il gagné des montants importants sur cette action, qu'il a vendu à découvert au moment où son cours a chuté d'environ 20% après avoir souscrit les obligations convertibles du chemin de fer du Canal Erié, sans que les spéculateurs croyant à la hausse ne soient au courant. Dès le premier jour de convertibilité, il en a fait des actions.
Toujours bien informé, il rémunérait des spécialistes comme Daniel H. Craig pour se procurer les dernières nouvelles de la capitale américaine ou d'Europe avant tout le monde, via des pigeons voyageurs. Dans un entretien de 1846 avec un journaliste, il indique sa défiance envers le télégraphe électrique, jugé pas assez fiable, en matière de confidentialité et de sécurité, et refuse de souscrire à l'introduction en Bourse de la New York and Boston Magnetic Telegraph.
Le 16 novembre 1846, Jacob Little est pourtant le destinataire des télégrammes envoyés par Helena Craig, la femme de Daniel H. Craig, comme celui-ci l'admettra dans ses mémoires. Elle insiste pour rester dans le bureau de Boston de la New York and Boston Magnetic Telegraph, jusqu'à être certaine que le message a bien été reçu, ce qui attire l'attention du président de la compagnie Francis Ormand Jonathan Smith, présent lui aussi dans le bureau. Tout le monde attend alors des nouvelles de l'Europe via le paquebot à vapeur Acadia, qui doit arriver le jour même, car le Krach des chemins de fer, attendu par beaucoup de spéculateurs est précédé d'une flambée des prix des céréales: la crue de la Loire les 21, 22 et 23 octobre 1846 se produit alors que la Levée de la Loire apparaissait indestructible : à Orléans, l’eau monte de 3,10 m en 14 heures et la levée de Sandillon se rompt sur 400 mètres. Le New York Herald, dans son éditorial du 5 novembre, avait souligné que les « spéculateurs » sont sur les dents et deux jours plus tard, avec l'arrivée du paquebot Britannia à Boston, les éditorialistes du New York Herald et du New York Tribune s'étaient plaints d'être privé de nouvelles européennes à cause de la coupure du câble par des spéculateurs qui profitent de la détresse de « millions d'européens affamés ».
Les spéculateurs américains prévoient que la flambée des prix des céréales va affaiblir la capacité de l'Europe à importer du coton américain, et peser sur son prix. Une demi-heure après le passage d'Helena Craig, accompagnée d'une femme et d'un homme, et juste après l'arrivée à Boston du paquebot Acadia et ses précieuses nouvelles d'Europe, la ligne télégraphique entre New York et Boston est coupée, à seulement 6 kilomètres des bureaux de Boston. Deux incidents similaires s'étaient produit début août puis le 18 août, juste au moment de l'arrivée de paquebots européens, le Caledonia et le Great Eastern, peu après l'ouverture de la ligne de Francis Ormand Jonathan Smith.
Helena Craig est identifiée à nouveau dans les bureaux de la New York and Boston Magnetic Telegraph en février 1847. Peu avant, les 14  et 21 janvier, les taux d'escompte français et anglais ont été relevés, poussant la Compagnie des chemins de fer de Bordeaux à Cette à demander sa liquidation, ce qui déclenche le Krach de 1847, qui aura des conséquences sur les chemins de fer, encore balbutiants en Amérique. En France, les compagnies ferroviaires abaissent leurs tarifs de 60 % pour les grains, et l'État doit acheter à la Russie pour 120 millions de francs de blé d’Odessa, une crise qui va précipiter l'abolition des Corn Laws à Londres.  Le New York Herald accuse les « spéculateurs » d'être à l'origine du sabotage, dans son éditorial.
Devenu l'un des hommes les plus riches d'Amérique, possédant des millions de dollars, Jacob Little est baptisé le « Napoléon de la Commission ». Mais il a fini sa vie sans un sou, ruiné. Il a notamment perdu de l'argent quand il a essayé, sans réussir, d'accaparer la plus grande partie du flottant de l'action Norwich et Worcester Railroad et a été obligé de payer un montant trop élevé pour des milliers d'actions, qu'il avait lui-même fait monter, essuyant une perte d'environ un million de dollars. Quelques mois avant sa mort, il retrouve le journaliste à qui il avait donné un entretien de 1846 au contenu très critique envers le télégraphe électrique et lui confie regretter cette défiance de l'époque, qui a été « la grande erreur » de sa vie. Il lui désigne un passant à qui il avait autrefois prêté 70 000 dollars et qui refuserait aujourd'hui de lui en prêter cinq.